# Alfonso de Iruarrizaga
Alfonso de Iruarrizaga (* 22. August 1957 in Santiago de Chile) ist ein ehemaliger chilenischer Sportschütze.

## Erfolge
Alfonso de Iruarrizaga begann mit 17 Jahren mit dem Sportschießen. Kurz darauf trat er dem Schießclub der chilenischen Luftwaffe bei. Er nahm an drei Olympischen Spielen im Skeet teil. Bei den Olympischen Spielen 1984 in Los Angeles belegte er den 26. Rang. 1988 qualifizierte er sich in Seoul mit 198 Punkten für das Finale, in dem er weitere 23 Treffer erzielte. Mit insgesamt 221 Punkten blieb er einen Punkt hinter Olympiasieger Axel Wegner und einen Punkt vor Jorge Guardiola, sodass er die Silbermedaille erhielt. Die Spiele 1992 schloss er auf dem 42. Rang ab. Mit der Mannschaft gewann er 1979 in San Juan Silber und 1983 in Caracas Bronze bei den Panamerikanischen Spielen.
Seine Ehefrau Consuelo Sáez Ramila war elffache nationale Meisterin in der rhythmischen Sportgymnastik. Das Paar hat eine Tochter und einen Sohn. Iruarrizaga studierte an der Universidad de Chile und machte einen Abschluss als Bauingenieur.